# Jacques Heim
Jacques Heim fue un diseñador de moda francés, así como de vestuario para teatro y cine. Nació el 8 de mayo de 1899 en París y murió el 8 de enero de 1967 en Suresnes. Dirigió desde 1930 hasta su muerte la casa de moda Jacques Heim y fue presidente de la Cámara Sindical de la Costura parisina entre 1958 y 1962.
Los padres, inmigrantes judíos-polacos, abrieron en 1898 en París  un taller de peletería. En la década de 1920, su hijo Jacques empieza a trabajar con ellos, y pronto, diseña vestidos y abrigos hechos con telas originales, trabajando en particular con Sonia Delaunay. En 1930, el taller se convirtió en la Casa de moda Jacques Heim.
En 1932 Jacques Heim lanzó "Atom", un traje de baño de dos piezas realizado con algodón de vestidos de noche, que sería precursor del bikini.
Bajo la presidencia del general De Gaulle, se convirtió en el diseñador de su esposa, Yvonne de Gaulle.